# FC Basel (Superleague Formula)
FC Basel is een Zwitsers racingteam dat deelneemt aan de Superleague Formula. Het team is gebaseerd op de voetbalclub FC Basel dat deelneemt aan de Axpo Super League.

## 2008
In 2008 rijdt de Duitser Maximilian Wissel voor FC Basel. Hij behaalde een pole position op Autódromo do Estoril, omdat hij in de eerste race als laatste eindigde. Het team, gerund door GU-Racing International, eindigde als 15e in het kampioenschap.

## 2009
In 2009 rijdt Wissel opnieuw voor FC Basel en wordt het team opnieuw gerund door GU-Racing International. In de tweede race op Magny-Cours behaalde Wissel het eerste podium voor het team en op Donington Park behaalde hij de eerste overwinning. Uiteindelijk werd het team derde in de strijd om de titel.

## 2010
In 2010 blijven constructeur en coureur onveranderd. In de eerste Super Final op Silverstone werd Wissel tweede.
Actief in 2011: RSC Anderlecht · Atlético Madrid · Team Australië · Team Brazilië · Team China · Team Engeland · Galatasaray SK · Girondins de Bordeaux · Team Japan · Team Luxemburg · Team Nederland · Team Nieuw-Zeeland · PSV Eindhoven · Team Rusland · Sparta Praag · Team Zuid-Korea
Niet actief: Al Ain FC · FC Basel · Beijing Guoan · Borussia Dortmund · SC Corinthians Paulista · Clube de Regatas do Flamengo · Liverpool FC · FC Midtjylland · AC Milan · Olympiakos Piraeus · Olympique Lyonnais · FC Porto · Glasgow Rangers · AS Roma · Sevilla FC · Sporting Clube de Portugal · Tottenham Hotspur FC